# 베틀렌 가보르
베틀렌 가보르(헝가리어: Bethlen Gábor, 1580년 11월 15일 – 1629년 11월 15일)는 개신교도인 헝가리 왕이었으며 트란실바니아 공작이자 오폴레 대공이었다. 그는 합스부르크 가문에 맞서 헝가리 왕국을 이끌었으며, 30년 전쟁 당시에는 트란실바니아군을 이끌고 오스트리아를 공격하기도 했다. 그는 오스만 제국의 후원을 받기도 했다.

## 생애
베틀렌 가보르는 헝가리 베틀렌가의 이크타리가의 일원이었다. 그는 트란실바니아 후국 머로시예(Marosillye, 현재의 루마니아 후네도아라주 일리아(Ilia))에서 태어났고, 라자르성에서 그의 숙부인 라자르 언드라시(Lázár András)에게 교육을 받았다. 그는 트란실바니아에서 왈라키아 공국으로 잠깐 여행하기도 했었다. 베틀렌 가보르는 칼뱅주의자로 유대 사회의 성경을 번역하는데 도움을 주었다.

### 트란실바니아 공작
1605년 베틀렌 가보르는 보치커이 이슈트반(Bocskai István)과 바토리 가보르(Báthory Gábor)을 지원했다. 베틀렌은 이후 오스만 제국으로 도망쳐야만 했다. 1613년 바토리가 살해당한 후 오스만 제국은 베틀렌을 트란실바니아 공국의 통치자로 임명하고 1613년 10월 13일부터 이것은 공인되었다. 1615년 티라나우 화약으로 베틀렌은 마티아스 황제로부터 인정을 받았다.
베틀렌 가보르의 통치 기간 동안에 트란실바니아에서는 계몽주의, 전제주의가 실현되었다. 그는 광산과 산업을 발전시키고, 트란실바니아의 많은 대외 무역을 국가 산업으로 돌렸다. 베틀렌 가보르는 알바이울리아에 새로운 궁전을 지었다. 그는 예술과 칼뱅파 교회에 심취하여 신교도 주교들에게 작위를 하사했고, 잉글랜드, 네덜란드 공화국, 독일 내 신교도 국가의 여러 대학에 자국 학생을 유학시켰다. 그는 평민들의 아이들도 교육받을 권리가 있음을 주장하며 이를 확립했다.

### 반합스부르크 전쟁

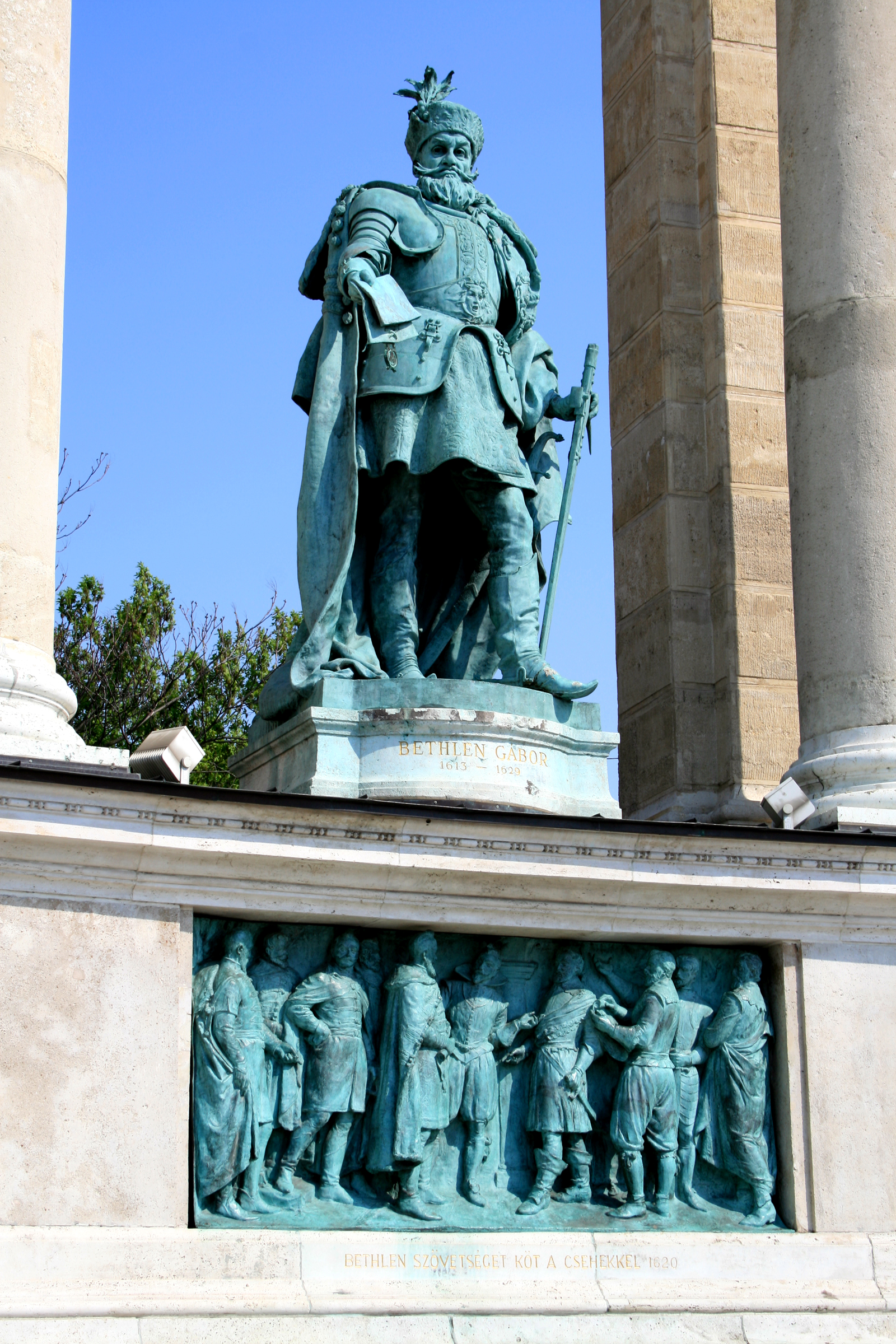
베틀렌 가보르의 동상

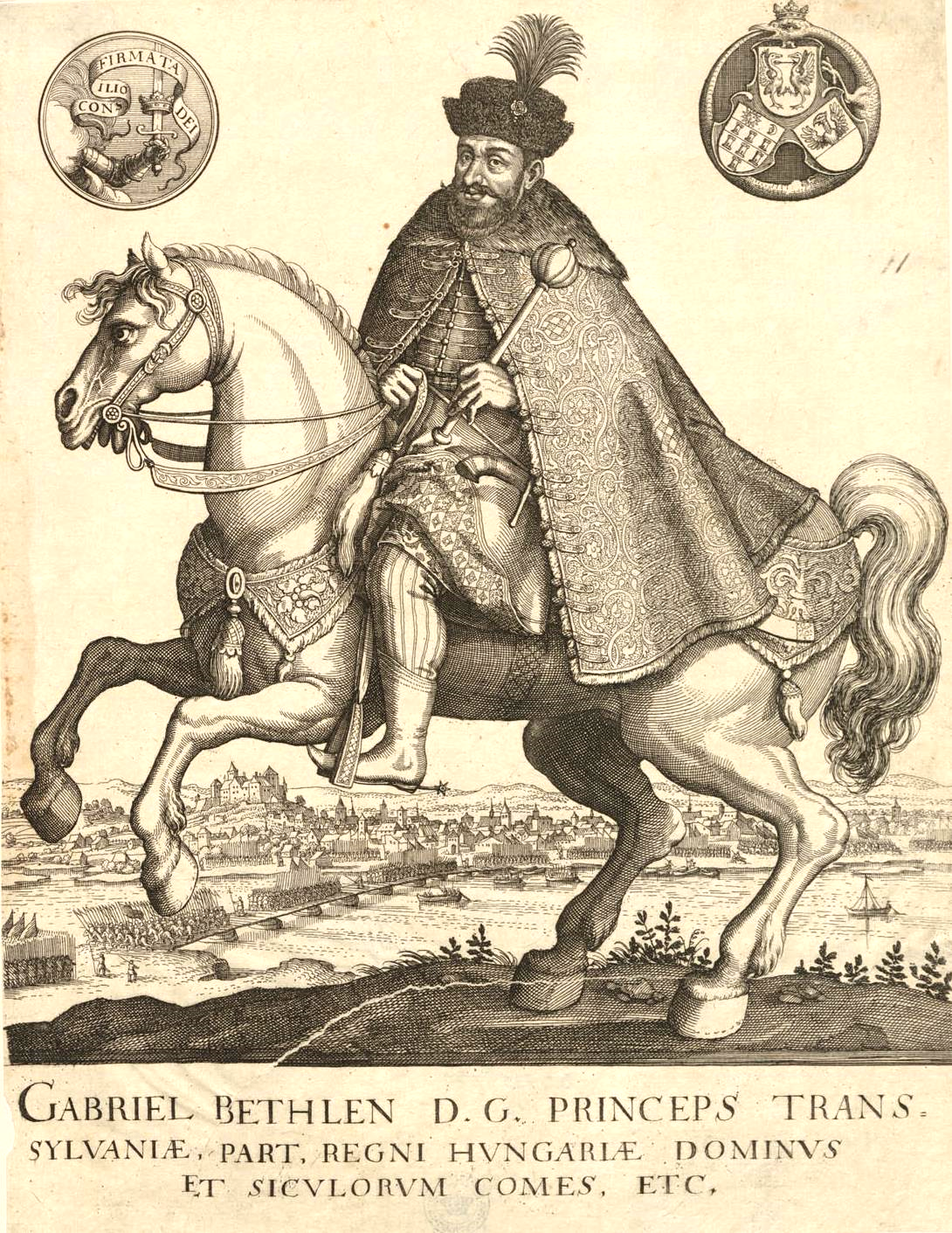
안장에 탄 베틀렌 (인화)

베틀렌 가보르는 용병군을 효율적으로 주둔시키기 위해 그들의 병력을 유지했다. 그는 북쪽과 서쪽의 영토를 획득하기 위해 노력했다. 30년 전쟁 기간 동안 그는 왕령 헝가리의 합스부르크 가문을 공격했다. 베틀렌 가보르는 합스부르크의 전제군주제에 반대했으며 왕령 헝가리 내에서의 신교도 처형 및 비엔나 조약 위반, 그리고 오스만 제국과 합스부르크의 동맹 저지를 위해 30년 전쟁에 직접 참전했다. 1619년 8월 베틀렌 가보르는 왕령 헝가리를 침공해 9월 달에 코시체를 점령하는데 성공했다. 1619년 9월 코시체에서 칼뱅파나 신교도로 개종을 거부한 가톨릭교도들이 순교했다. 그 중 3명은 가톨릭 교회에서 신성화되었다.
1619년 10월 헝가리 선제후령이 왕령 헝가리에 할양한 브라티슬라바가 베틀렌 가보르의 손에 넘어갔다. 그러나 진트리히 트런과 함께 베틀렌 가보르는 비엔나를 점령하지 않았고, 오스트리아-폴란드 연합군은 베틀렌 가보르의 군대를 오스트리아와 왕령 헝가리에서 축출했다. 이러한 상황에도 불구하고 브라티슬라바, 코시체 등에서 베틀렌 가보르는 평화 협상을 통해 1620년 1월 체코를 제외한 왕령 헝가리 동쪽의 13개국을 점령하는데 성공했다. 1620년 8월 20일 그가 헝가리 왕으로 선출되자 합스부르크 가문과의 전쟁이 재개되었다. 백산 전투에서 체코인들을 무찌른 후 페르디난트 2세는 보헤미아의 신교도를 처형했다. 1621년 5월부터 6월까지 그는 브라티슬라바를 탈환했다. 베틀렌 가보르는 다시 평화 협정을 요구했고, 그는 헝가리 트란실바니아에서 황족임을 인정받았다.
1623년부터 약 3년 간 베틀렌 가보르는 반(反)합스부르크 신교도들과 동맹을 맺고 상 헝가리에서 페르디난트에 맞서 싸웠다. 첫 번째 전쟁은 1624년 비엔나 화약으로 종결되었고, 제2차 전쟁은 프레스부르크 화약으로 종결되었다. 전후 베틀렌 가보르는 비엔나 공작과 동맹을 맺어 오스만 제국을 견제하고, 오스트리아 대공과 혼인 동맹을 맺으려 했으나 페르디난트가 이를 거부했다. 비엔나에서 돌아오는 길에 베틀렌 가보르는 브란덴부르크 선제후 요한 지그스문트의 딸인 카타리나 폰 브란덴부르크와 결혼했다. 그의 매형은 스웨덴의 유명한 장군이자 뛰어난 왕인 구스타브 2세 아돌프였다.

## 죽음

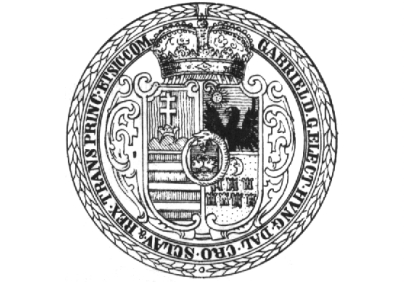
Seal of Bethlen

그의 사후 트란실바니아 후국은 부인 카타리나가 맡게 되었다.

## 같이 보기
- 카타리나 폰 브란덴부르크
- 구스타브 2세 아돌프

### 자서전
- Setton, Kenneth (1991). 《Venice, Austria, and the Turks in the Seventeenth Century》. American Philosophical Society. ISBN 978-0-87169-192-7.
- Sturdy, D. J. (2002년 2월 1일). 《Fractured Europe: 1600 - 1721》. Wiley. ISBN 978-0-631-20513-5.